# Tai nạn hàng không Mil Mi-24 tại Táchira
Vụ tai nạn hàng không Mil Mi-24 tại Táchira là một vụ máy bay trực thăng quân sự của Quân đội Venezuela gặp nạn ở bang Tachira khi đang tuần tra vùng biên giới giáp Colombia ngày 3/5, 2009, giết chết 18 người. Căn cứ quân sự gần nhất đã mất tín hiệu liên lạc điện đàm với máy bay ngay sau giữa buổi trưa (giờ địa phương). Những người thiệt mạng gồm một vị tướng, 16 binh sĩ và một dân thường tên là Cristian Velazquez. Vị tướng xấu số tên là Domingo Faneite. "Tôi xin bày tỏ lòng kính trọng tới những người lính của tổ quốc, đặc biệt là Tướng Faneite", trích lời Tổng thống Hugo Chávez.
Tai nạn xảy ra vài ngày sau khi Tổng thống Colombia Alvaro Uribe yêu cầu Venezuela giúp Bogota diệt trừ các phần tử nổi dậy FARC đang ẩn náu trong vùng núi ở phía biên giới Venezuela. Tuy nhiên, không rõ liệu máy bay gặp nạn có liên quan tới bất kỳ một nỗ lực thực hiện nhiệm vụ hay không. Các nhà chức trách Venezuela không xác định được nguyên nhân tai nạn.